# Stheneboea severum
Stheneboea severum är en insektsart som först beskrevs av Brunner von Wattenwyl 1907.  Stheneboea severum ingår i släktet Stheneboea och familjen Phasmatidae. Inga underarter finns listade i Catalogue of Life.